# 헨리크 세딘
헨리크 라르스 세딘(스웨덴어: Henrik Lars Sedin, 1980년 9월 26일 ~ )은 스웨덴의 은퇴한 아이스하키 선수이다. 현역 시절 포지션은 센터로 내셔널 하키 리그(NHL)의 밴쿠버 커넉스에서 18시즌을 뛰었다. 쌍둥이 동생인 다니엘도 아이스하키 선수로 활동했으며, 두 사람은 서로를 지원하는 쌍두마차로 유명했다. 선수 생활 동안에는 골 득점을 위주로 기록하여 득점원으로 활약한 동생과는 달리 어시스트를 주로 기록하면서 플레이메이커로 활약하여  NHL 1330 경기 중 393골 648어시스트를 기록하여 밴쿠버 팀 전체 2위에 올랐다.
1997년 엘리트세리엔의 모도 하키에서 프로 경력을 시작했으며, 1999년에 다니엘과 올해의 스웨덴 아이스하키 선수상인 굴드푸켄을 공동 수상했다. 1999년 NHL 드래프트에서 전체 3위로 다니엘과 함께 밴쿠버 커넉스에게 지명된 후 2000-01 시즌에 NHL로 활동 무대를 옮겼다. 그는 NHL 전체 경력을 밴쿠버에서 보냈고 2005-06 시즌에 클럽 최다 득점 센터가 되었다. 그는 밴쿠버 팀 최고 득점자에게 주는 사이러스 H. 매클레인 트로피을 5회, 팀 내 최고의 선수에게 주는 사이클론 테일러상을 2회 수상했다. 2009-10 시즌에는 리그 MVP에게 주는 하트 메모리얼 트로피와 리그 최고 득점자에게 주는 아트 로스 트로피를 받았다. 또한 2010-11 시즌에는 NHL 올스타팀에 선정되었고, 스탠리컵 결승전에 진출하여 보스턴 브루인스와 겨루기도 했으며, 2011년 여름에는 다니엘과 함께 올해의 스웨덴의 스포츠 선수로 공동 선정되며 빅토리아 장학금을 받았다.
스웨덴 국가대표팀의 일원으로 활동하여, 세계 주니어 선수권 대회에 3번 출전하였고, 유럽 주니어 선수권 대회에서 금메달 1개, 은메달 1개를 획득했다. 이후 토리노에서 열린 2006년 동계 올림픽에서 스웨덴 대표팀의 금메달 획득에 기여했다. 세계 선수권 대회에도 5번 참가하여 1999년과 2001년 대회에서 동메달을 획득하였고, 모국 스웨덴에서 열린 2013년 세계 선수권 대회에서 금메달을 획득했다.